# Dorki (obwód wołogodzki)
Dorki (ros. Дорки) – wieś w Rosji, w rejonie czerepowieckim obwodu wołogodzkiego. W 2010 liczyła 14 mieszkańców.